# Große Allgemeine Karnevalsgesellschaft von 1900 Köln

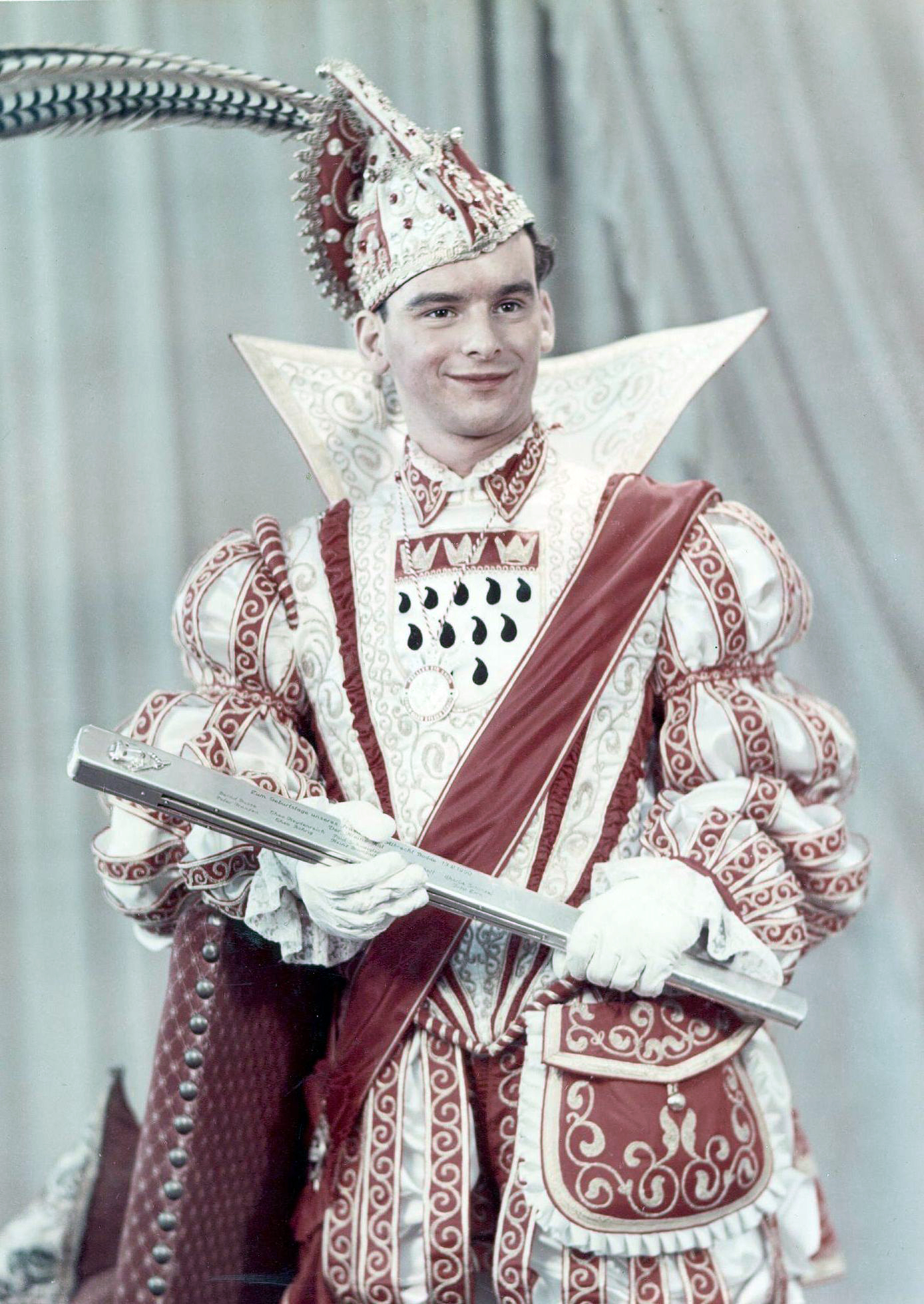
Johann Maria Farina als Prinz Johann Maria I. in der Karnevalssession 1952 von der Großen Allgemeinen KG

Die Große Allgemeine Karnevalsgesellschaft von 1900 Köln e. V., kurz GA genannt, ist eine der ältesten Kölner Karnevalsgesellschaften. Sie ist Mitglied im Festkomitee Kölner Karneval und eine Familiengesellschaft mit zurzeit etwa 300 Mitgliedern. Hauptziel ist die Pflege kölschen Brauchtums, d. h. während der Karnevalssession veranstaltet die GA diverse Sitzungen und nimmt aktiv am Rosenmontagszug teil.
Frauen sind seit langem als Mitglieder zugelassen und in Führungspositionen, wie Literatin, Pressesprecherin, Kayjass-Wiever-Präsidentin oder Vorsitzende des Fördervereins, zu finden.
Die „Kayjass-Wiever“ bilden den weiblichen Senat und übernehmen vielfältige Aufgaben innerhalb der Gesellschaft.
Senat und Ratsherren haben die Aufgabe, den Vorstand zu unterstützen und gegebenenfalls auch zu beraten.
In der Kinder- und Jugendtanzgruppe „GA-Flöhe“ werden Kinder ab drei Jahren in das karnevalistische Brauchtum eingeführt.
Im „Ambulanten Karnevalsdienst“ (AKD) finden sich Frauen und Männer der Gesellschaft zusammen, die mit einem eigenen, wechselnden Programm das ganze Jahr über zu Alten, Kranken, vor allem auch Demenzkranken, in Altersheime, Hospize und sogenannte geschlossene Abteilungen gehen. Unter dem Motto „Singen gegen das Vergessen“ erfreuen sie Mitmenschen, die durch Alter oder Krankheit am Rande der Gesellschaft stehen.
2020 gründete die Große Allgemeine aus den „GA-Flöhen“ heraus ihre erste eigene erwachsenen Tanzgruppe. Das „Tanzcorps Große Allgemeine“ besteht aus über 30 Tänzer und Tänzerinnen, die in Köln und Umgebung auftreten. Sie sind sowie die Flöhe Mitglied im Stammtisch Kölner Karnevalisten und seit 2024 auch vom Festkomitee ausgezeichnete „Original Kölsche Tanzgruppe“.  
Im Jahre 2008 hat die Große Allgemeine KG eine alte, historisch belegbare Figur des Kölner Karnevals, den Bellejeck, wieder aufleben lassen. In jeder Session wird der Bellejeck von einer männlichen Person der Gesellschaft neu in Szene gesetzt. Er nimmt an allen Sessionsveranstaltungen teil und hat an „Wieverfastelovend“ seinen eigenen Zug: Als erster Umzug des offiziellen Straßenkarnevals zieht er an Weiberfastnacht morgens in aller Frühe zum „Wecken der Jecken“ mit seinem Gefolge zur Hofburg des Kölner Dreigestirns, um Prinz, Bauer und Jungfrau zu wecken.